# Torre campanaria della Lavra
La Torre campanaria della Lavra, anche conosciuta come il Grande campanile (in ucraino Велика Лаврська дзвіниця?, Velyka Lavrs'ka dzvinycja) è il principale campanile (torre campanaria) dell'antico monastero di Pečers'ka Lavra di Kiev, la capitale dell'Ucraina. È uno degli edifici più caratteristici della skyline della città (foto).
All'epoca della sua costruzione (1731 - 1745) era il campanile più alto di tutto l'Impero russo. Fu progettato dall'architetto Johann Gottfried Schädel, e i fondi necessari per la sua costruzione furono elargiti dall'Etmano cosacco Ivan Mazeppa. La sua altezza totale, inclusa la croce alla sua sommità, è di 96,5 metri.
Il campanile della Lavra è una costruzione in stile classico con un totale di quattro piani, sormontata da una cupola dorata. Il diametro del piano di base è di 28,8 metri e lo spessore dei muri in questo punto è di 8 metri, mentre le fondamenta sono profonde oltre sette metri. La torre è decorata con molte colonne: nel secondo piano se ne trovano 32 in stile dorico, nel terzo sedici ioniche e nel quarto otto in stile corinzio.
Sopra il terzo piano erano appese alcune campane che sono state tuttavia rimosse in tempi diversi. Ad oggi sono rimaste solo tre campane del XVIII secolo: la Balyk, la Voznesens'kyj, e la Bezymiannyj. La precedente campana principale della torre campanaria, la Uspens'kyj, aveva un peso di oltre una tonnellata e fu fusa nel 1732 da Ivan Motorin, il quale realizzò inoltre anche la "Campana dello Zar" posta nel Cremlino. C'è anche una piattaforma panoramica sul terzo piano che permette ai turisti la visione dei dintorni di Kiev.
Sul quarto piano è presente un orologio campanario, realizzato nel 1903 del peso totale di 4,5 tonnellate. L'orologio oggi presente è stato realizzato da A. Enodin su modello dell'orologio del Cremlino e sostituì uno più vecchio realizzato nel XVIII secolo da A. Levynskyi. Questo orologio si fermò solo una volta durante la sua esistenza quando, nel settembre 1941, la Cattedrale dell'Ascensione della Pečers'ka Lavra fu fatta saltare in aria durante gli scontri tra esercito sovietico e nazista, nella Seconda guerra mondiale.
La riparazione dell'orologio fu posta in essere poco tempo dopo la distruzione della cattedrale e durò per sei mesi. Da allora l'orologio non ha più avuto bsiogno di essere riparato. Tuttavia è stato osservato che la sua precisione varia a seconda delle stagioni: in inverno lavora più lentamente che in estate. Il meccanismo dev'essere ricaricato una volta alla settimana e le campane dell'orologio rintoccano ogni quarto d'ora.

## Galleria d'immagini

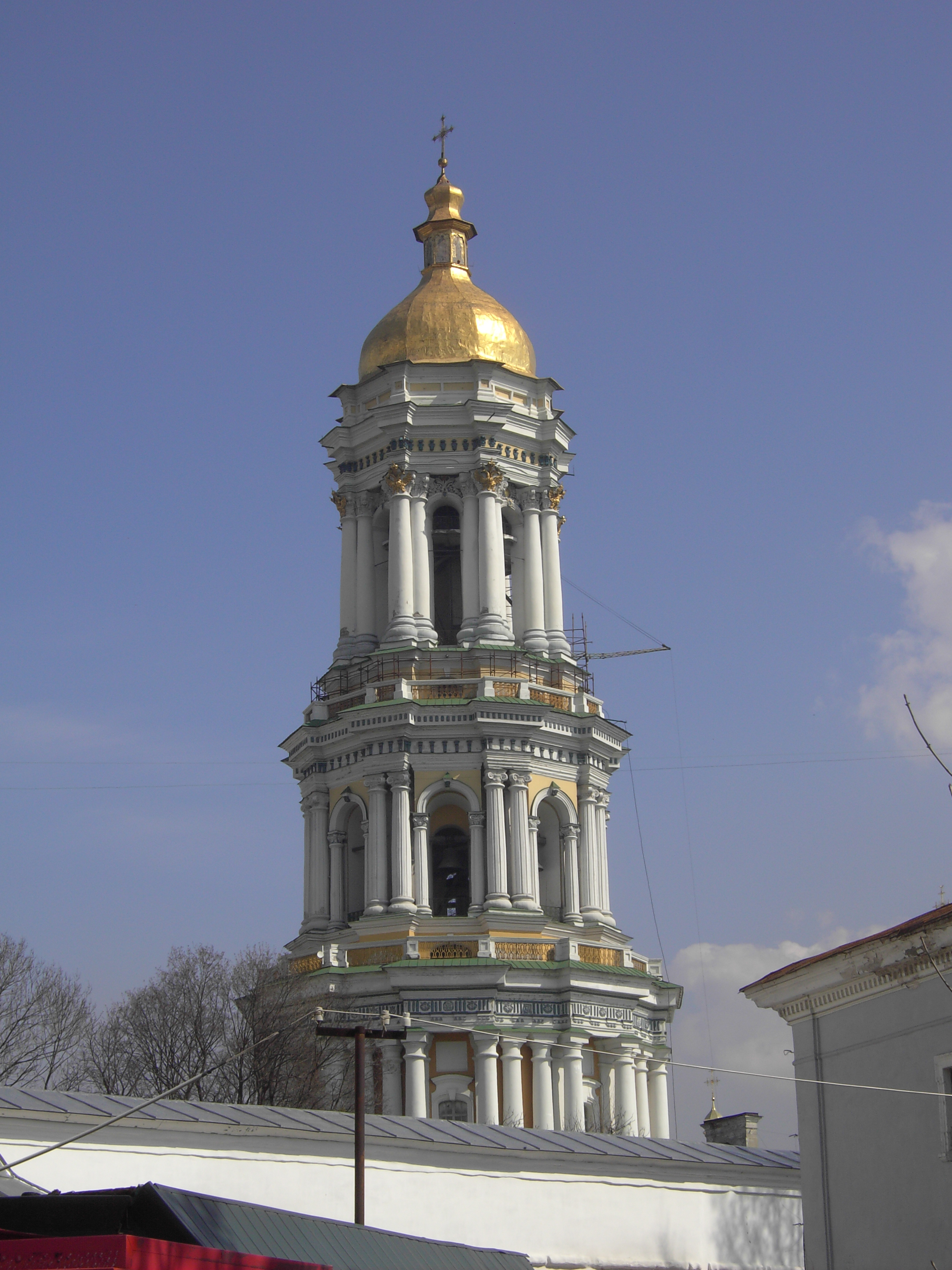
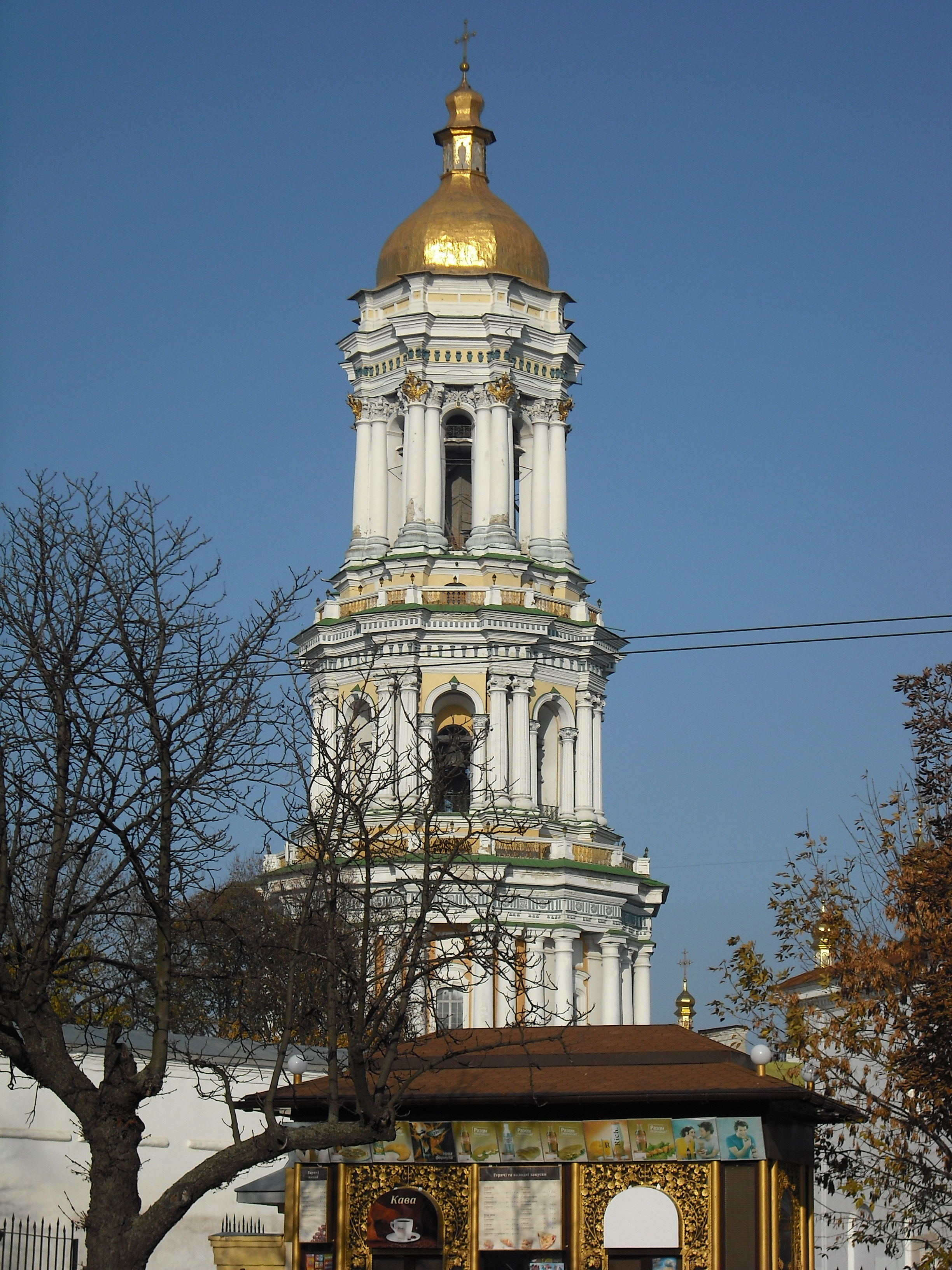
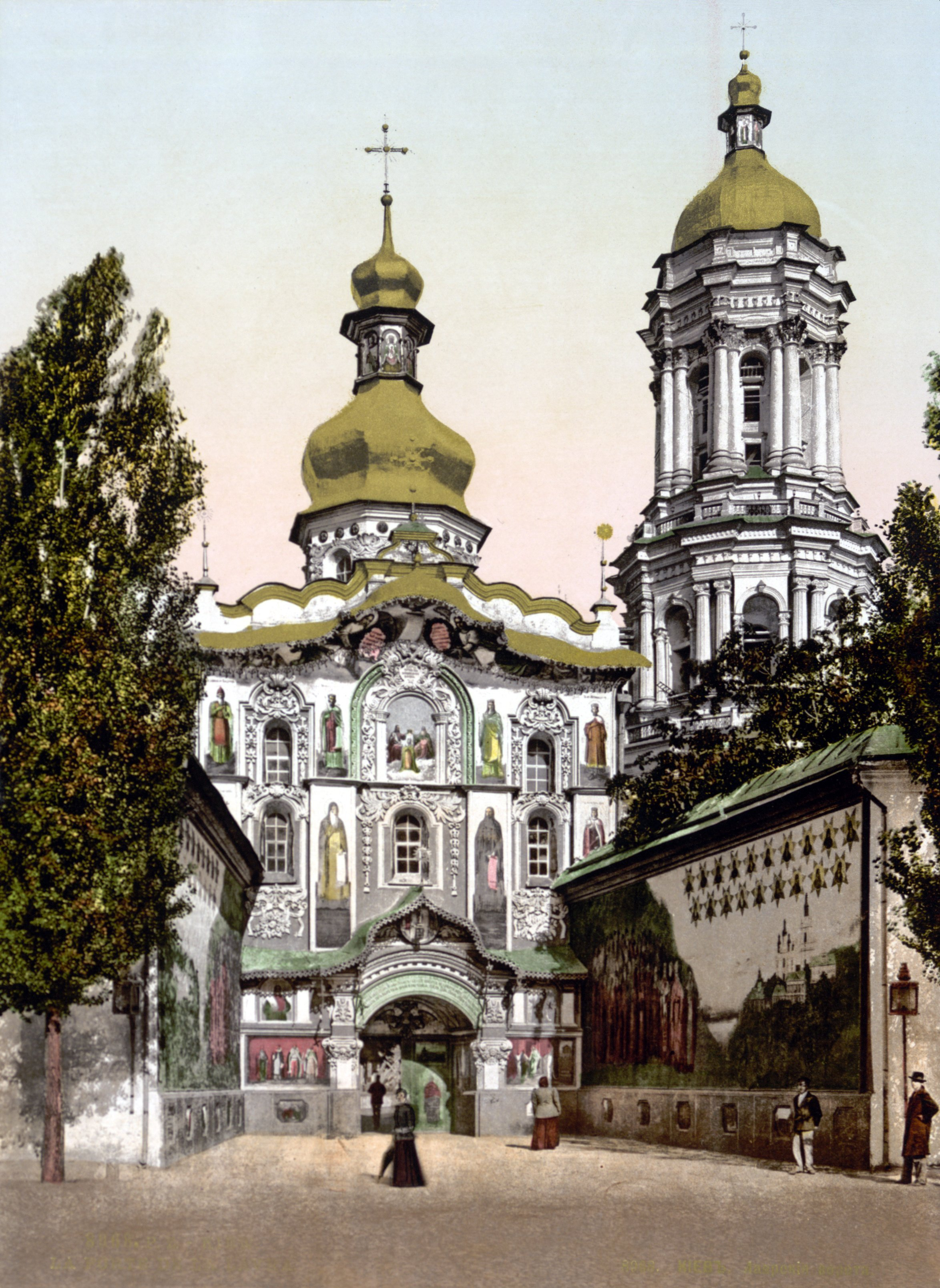
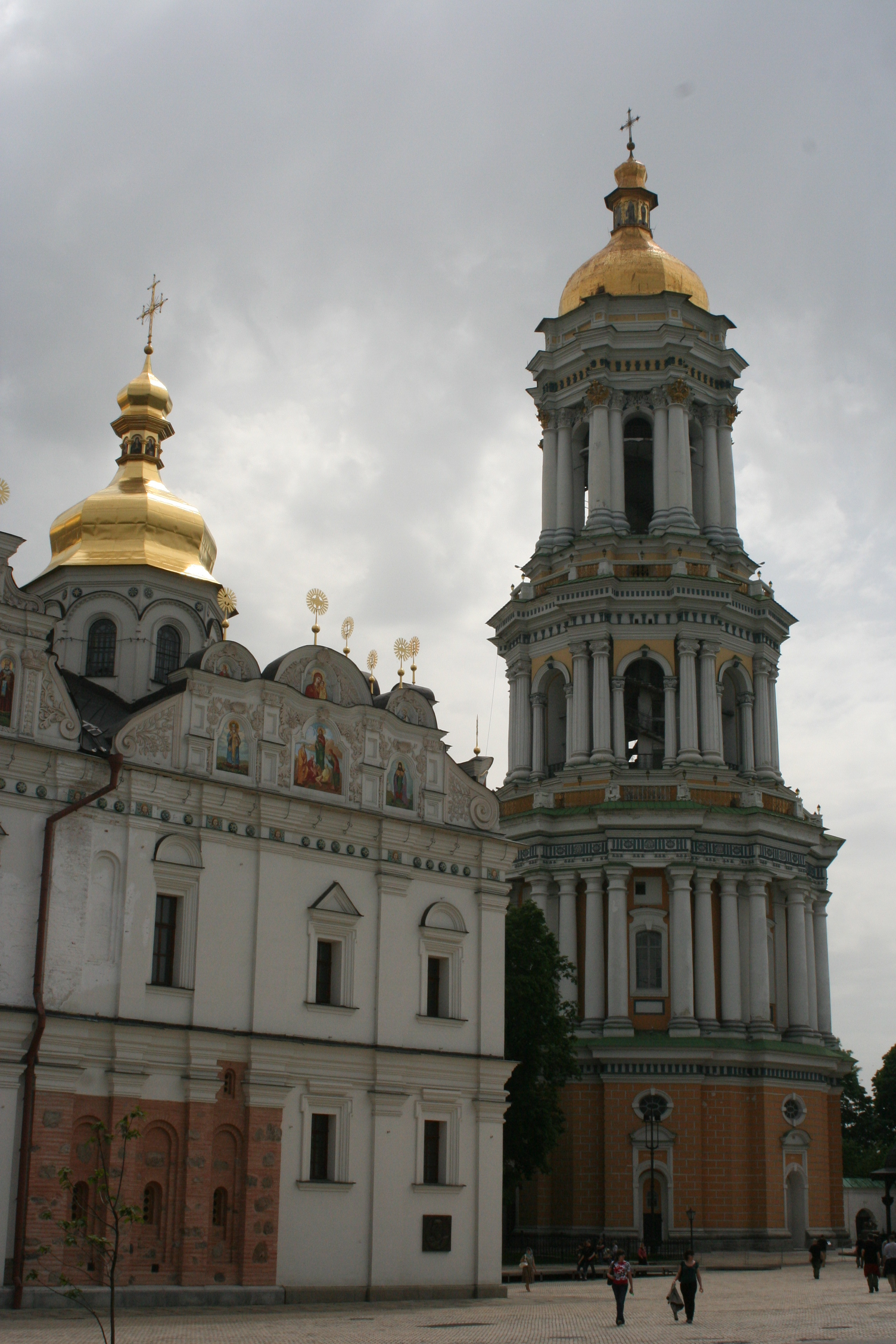
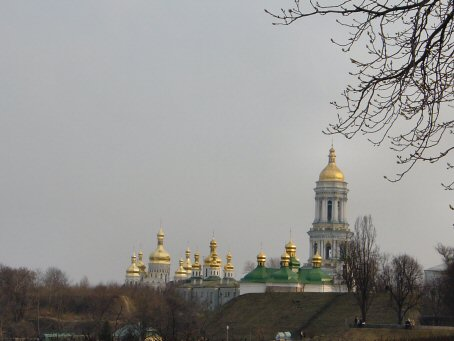
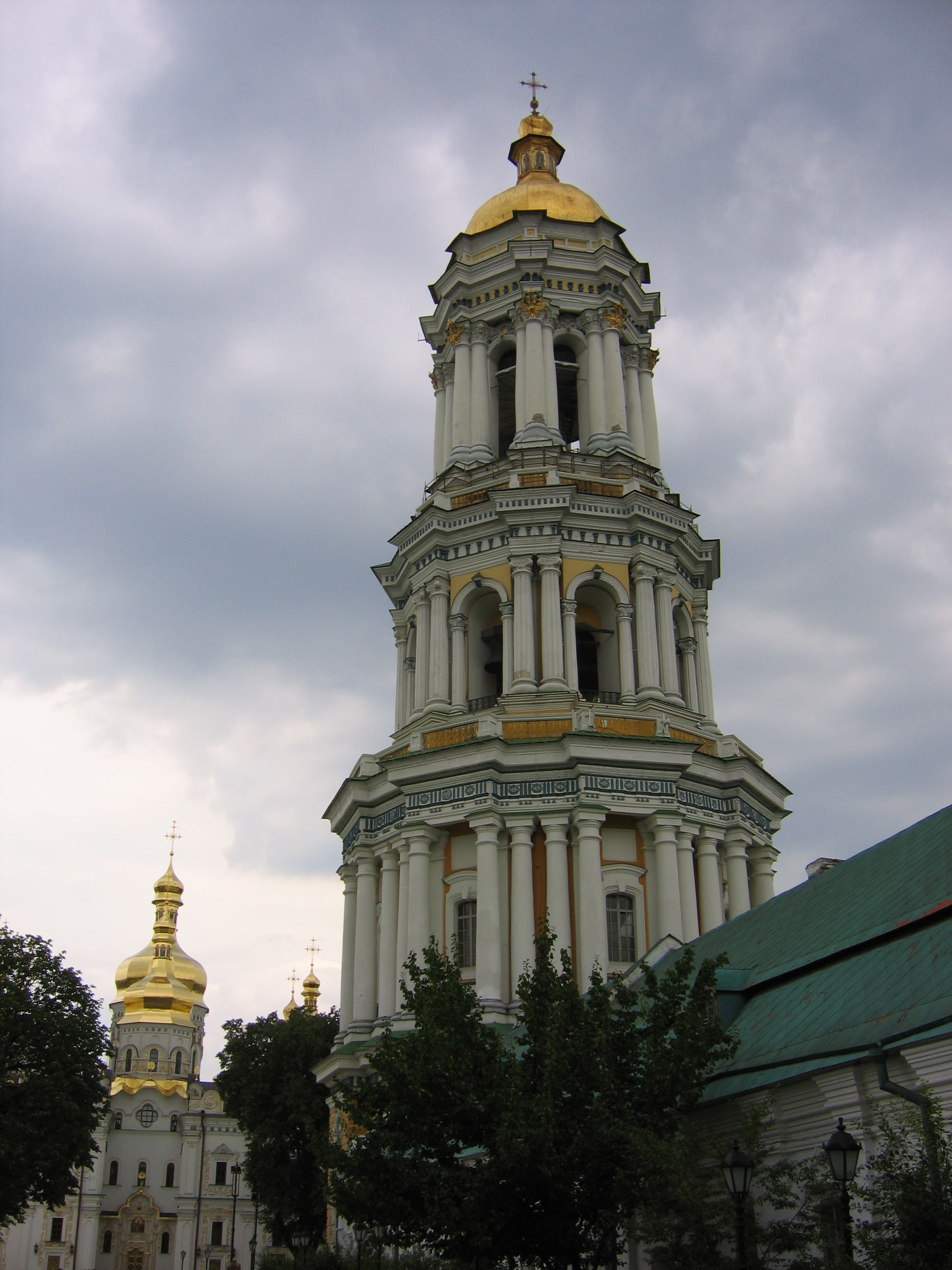
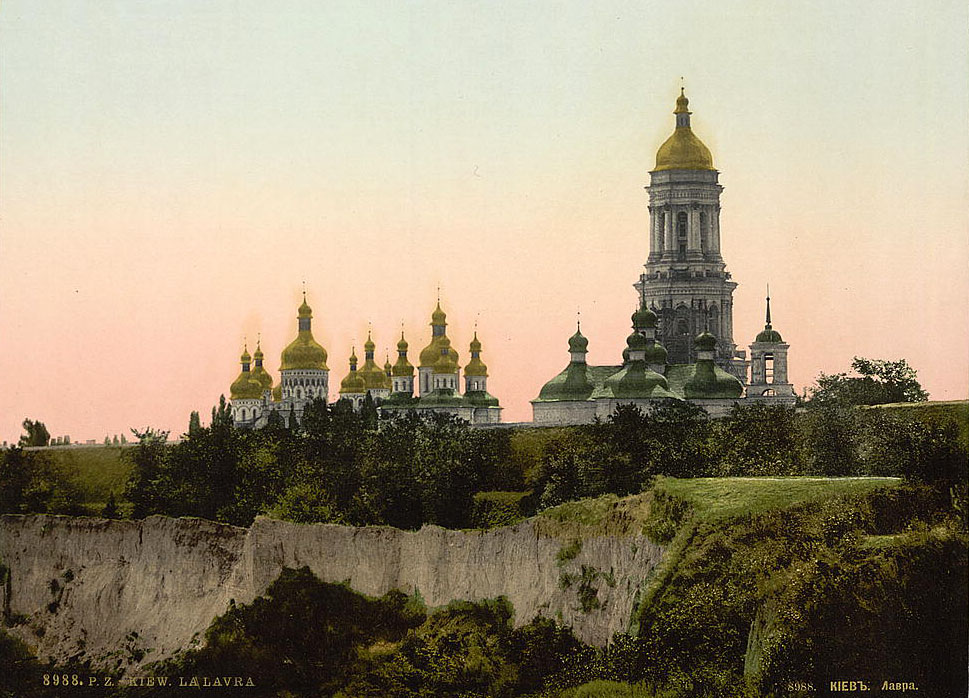
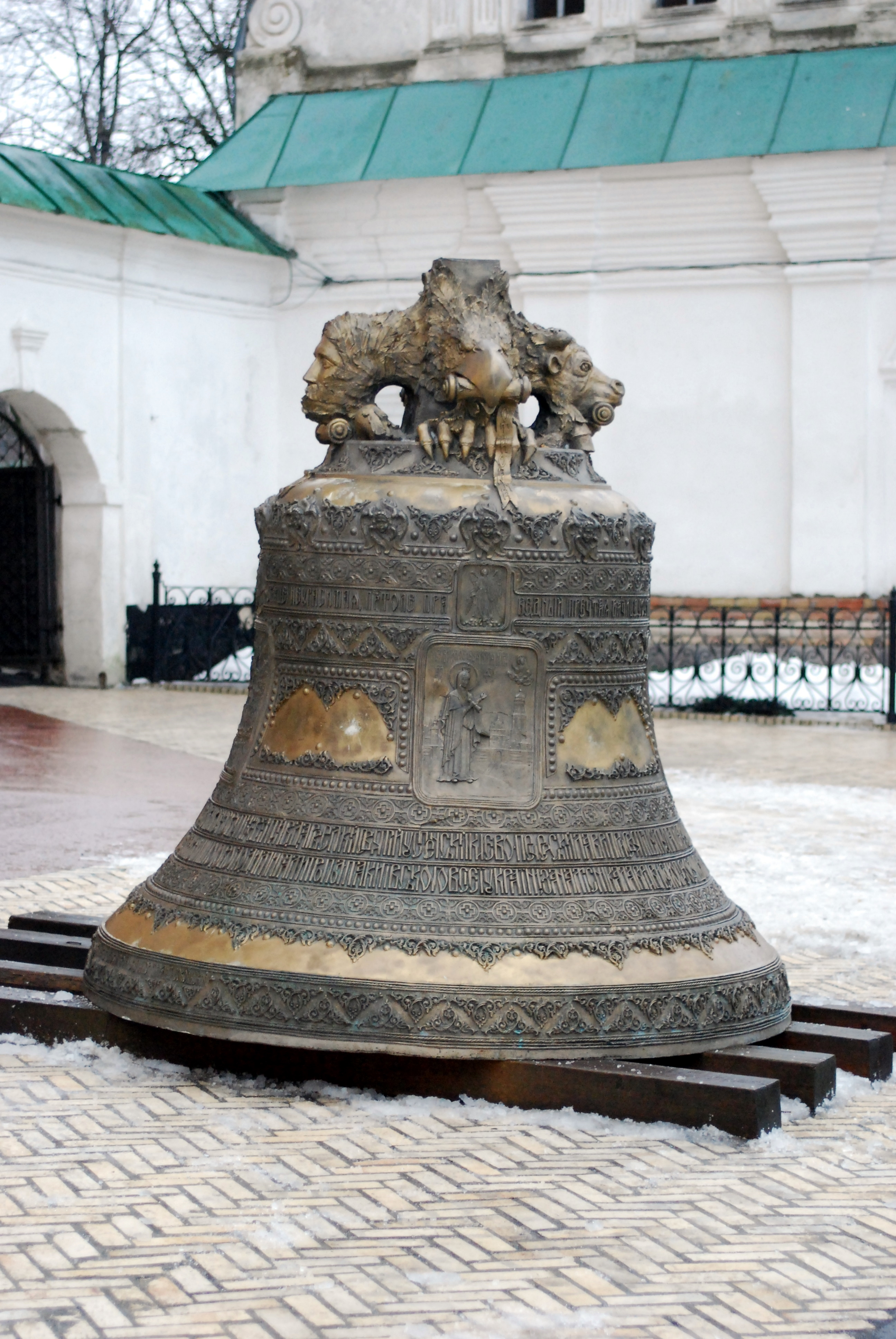
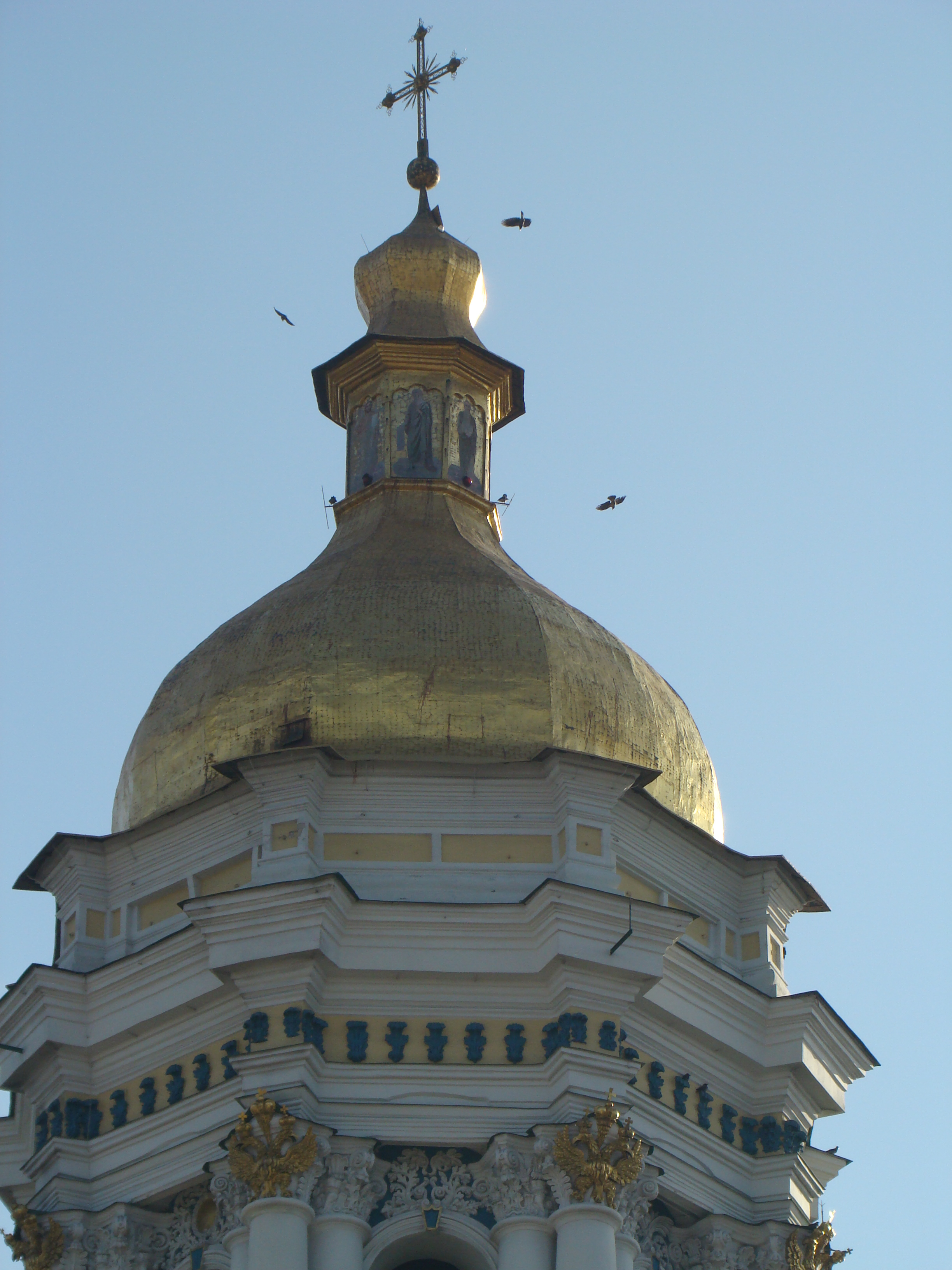
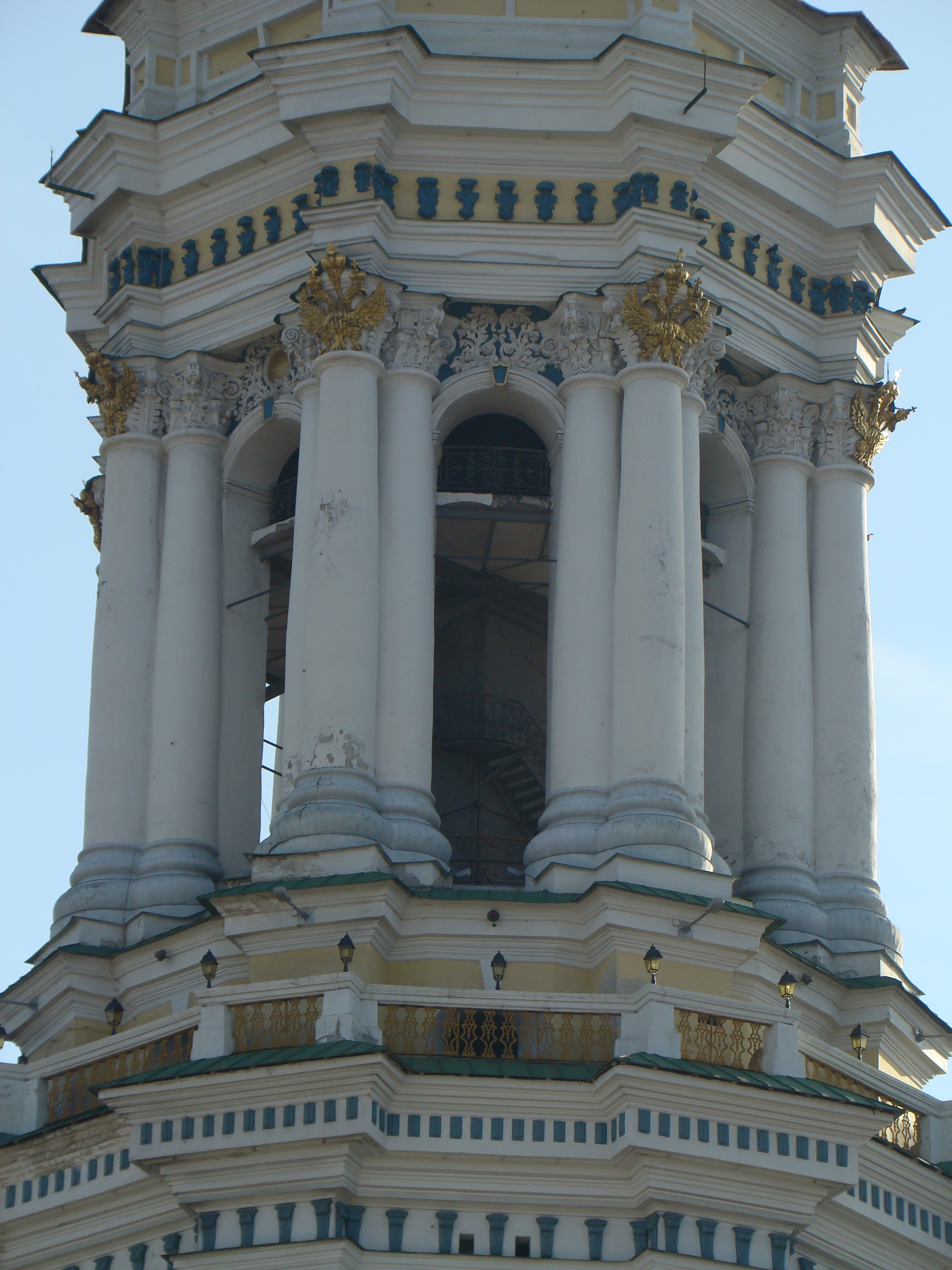
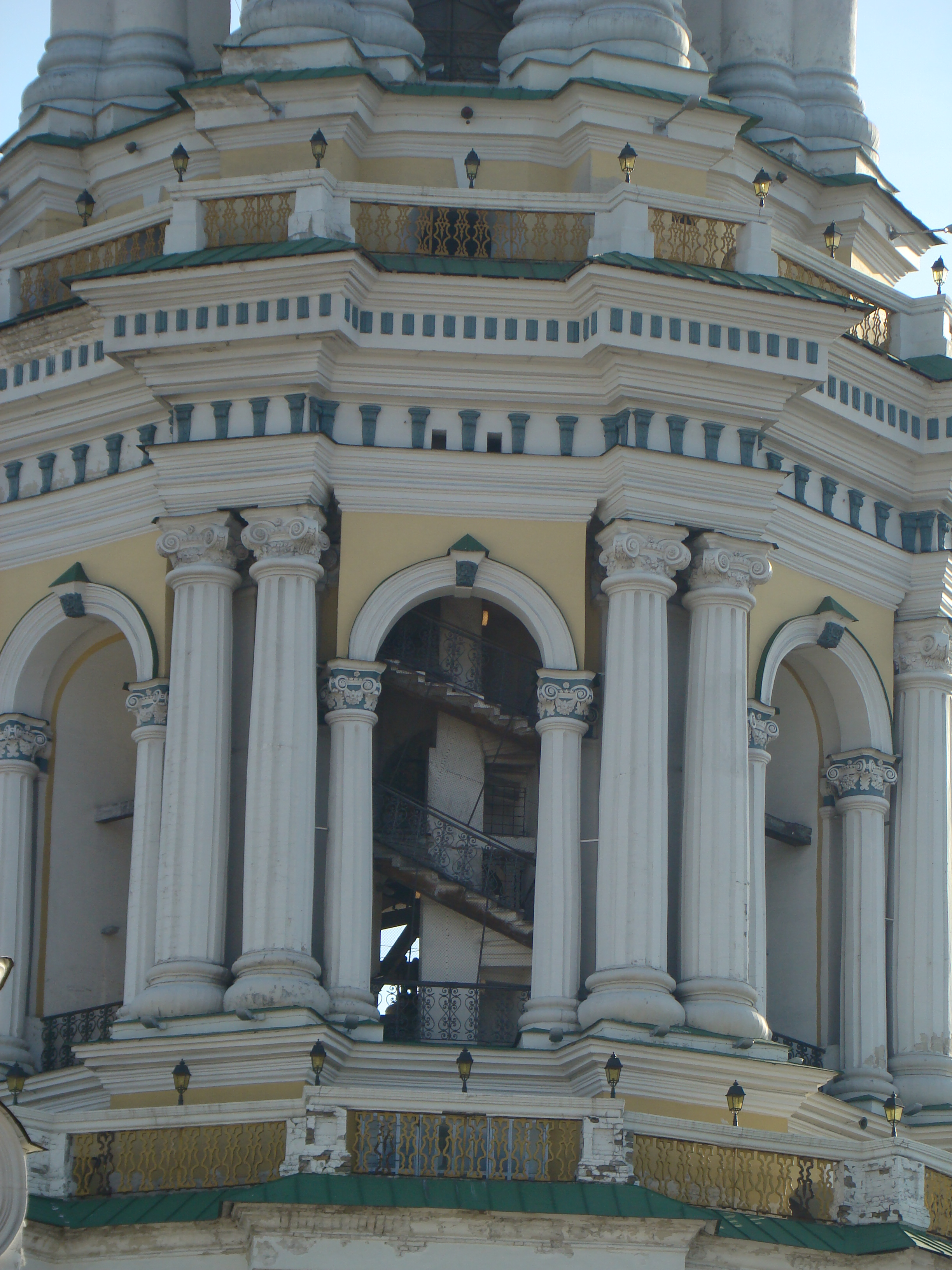
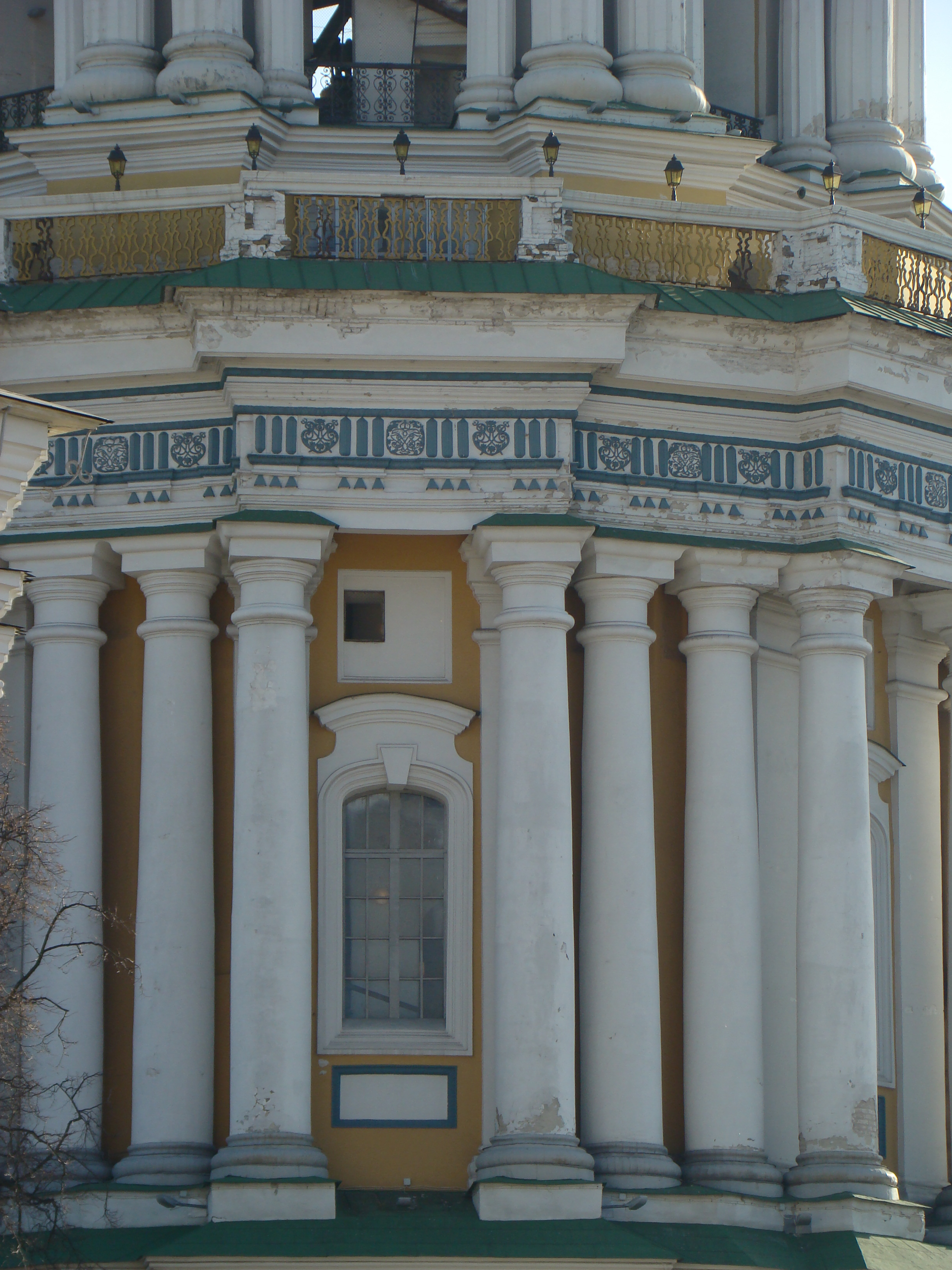
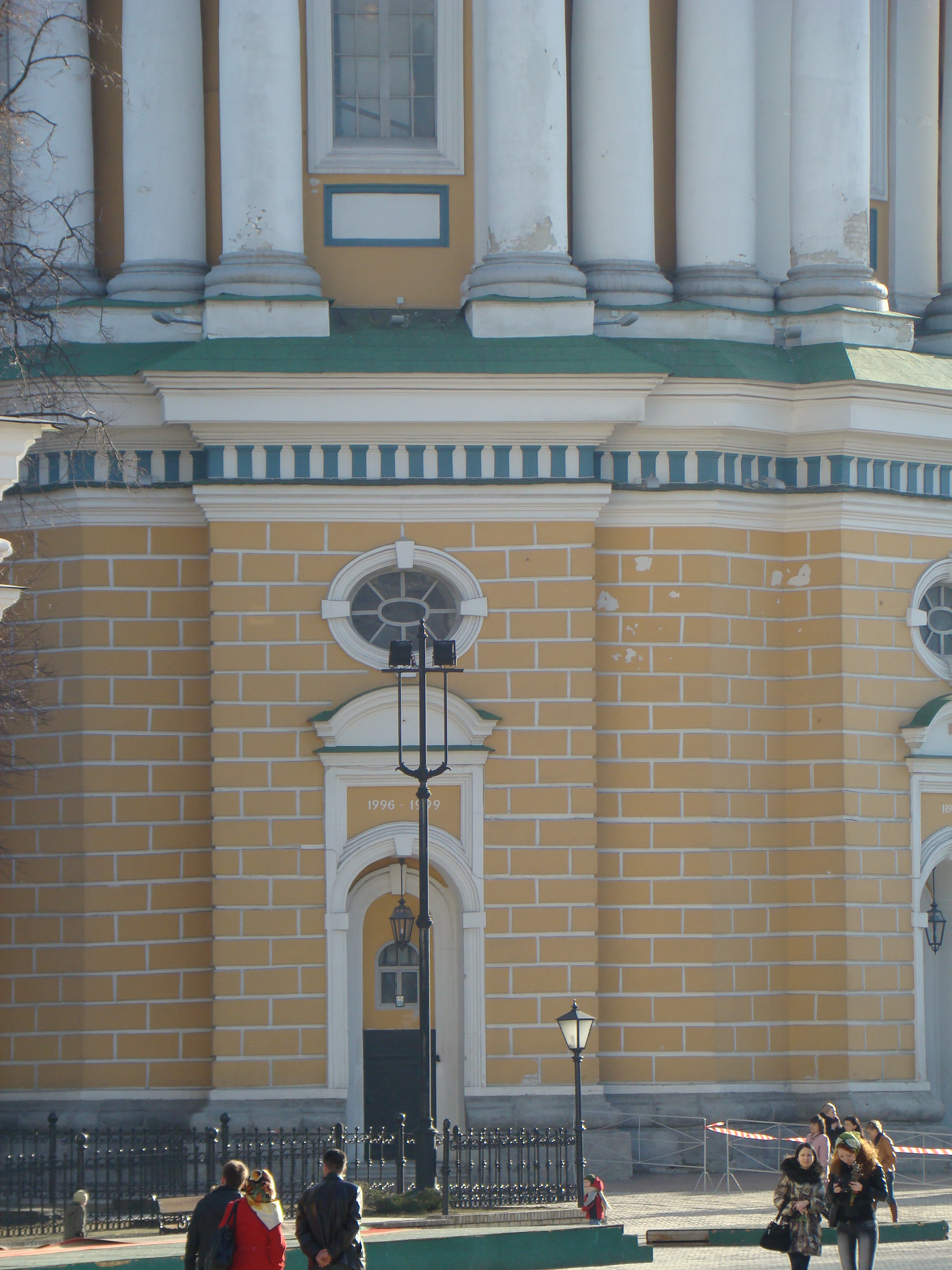